# Charadrahyla nephila
Charadrahyla nephila es una especie de anfibios de la familia Hylidae. Es endémica de México.
Sus hábitats naturales incluyen bosques tropicales o subtropicales secos y a baja altitud, montanos secos y ríos. Está amenazada de extinción por la destrucción de su hábitat natural. Scientists have seen it between 680 and 2256 meters above sea level.  They think it might also live in the Sierra de los Tuxtlas.
La rana adulto macho mide 5.3 a 6.2 cm de largo y la hembra 6.0 a 8.1 cm. Las ranas machos y hembras tienen cuerpos similares, pero son diferentes en color: la hembra tiene piel un poco roja y, el macho, más gris. Además, hay más verde en las piernas de la hembra.